# ۱۳ شوال
۱۳ شوال، سیزدهمین روز از ماه شوال در تقویم هجری قمری است.
در تقویم هجری قمری قراردادی این روز دویست و هفتاد و نهمین روز سال است.

## وقایع
- ۱۳۳۸ - قیام مردم عراق علیه استعمار انگلیس به رهبری محمدتقی شیرازی (۹ تیر ۱۲۹۹ش)
- ۱۳۹۸ - زلزلهٔ طبس و ویرانی کامل شهر.

## زادگان
- ۹۱۱ (قمری) ولادت شهید ثانی
- ۱۳۰۶ - محمد بشیر ابراهیمی، فقیه مالکی، زبان‌شناس، ادیب، روزنامه‌نگار و اصلاح‌طلب الجزایری.

## درگذشتگان
- ۱۳۲۳ق. درگذشت شیخ محمد طه نجف (۲۰ آذر ۱۲۸۴ش)
- ۱۳۸۰ق. درگذشت سید حسین بروجردی (۱۰ فروردین ۱۳۴۰ش)
- ۱۴۲۳ق. درگذشت سید اسماعیل موسوی زنجانی (۲۷ آذر ۱۳۸۱ش)